# Antoni Jastrzębski (cichociemny)
Antoni Jastrzębski vel Antoni Pułka pseud.: Ugór, Ława (ur. 15 marca 1915 w Sokolnikach, zm. w styczniu 1943 pod Lechowem) – porucznik piechoty Wojska Polskiego, Polskich Sił Zbrojnych na Zachodzie i Armii Krajowej, cichociemny.

## Życiorys
Był synem Jana i Katarzyny z domu Kotulskiej. Po ukończeniu Państwowego Gimnazjum im. Króla Jana Sobieskiego w Złoczowie, zdaniu tam matury w 1934 roku i odbyciu służby wojskowej na dywizyjnym kursie podchorążych piechoty rezerwy przy 54 pułku piechoty Strzelców Kresowych pracował jako buchalter w Małopolskim Towarzystwie Rolniczym w Buczaczu.
We wrześniu 1939 roku został zmobilizowany do Ośrodka Zapasowego 11 Karpackiej Dywizji Piechoty. Był dowódcą plutonu w 48 Pułku Piechoty Strzelców Kresowych. Przekroczył granicę polsko-węgierską 18 września 1939 roku. Został internowany w Győr na Węgrzech. W maju 1940 roku znalazł się we Francji, gdzie przeszedł kurs przeciwpancerny w Granville. W czerwcu 1940 roku przedostał się do Wielkiej Brytanii, gdzie został przydzielony do 9 Batalionu Kadrowego Strzelców 3 Brygady Kadrowej Strzelców, a następnie służył w 1 Samodzielnej Brygadzie Spadochronowej.
Zgłosił się do służby w kraju. Po przeszkoleniu w dywersji został zaprzysiężony 24 sierpnia 1942 roku w Oddziale VI Sztabu Naczelnego Wodza. Zrzutu dokonano w nocy z 2 na 3 października 1942 roku w ramach operacji „Lathe” dowodzonej przez por. naw. Mieczysława Kuźmickiego. Dostał przydział do Związku Odwetu Okręgu Kielce AK, następnie do Kedywu jako inspektor dywersji na odcinku Skarżysko–Sandomierz. Zginął w styczniu 1943 roku podczas wycofywania się po jednej z wykonanych akcji.

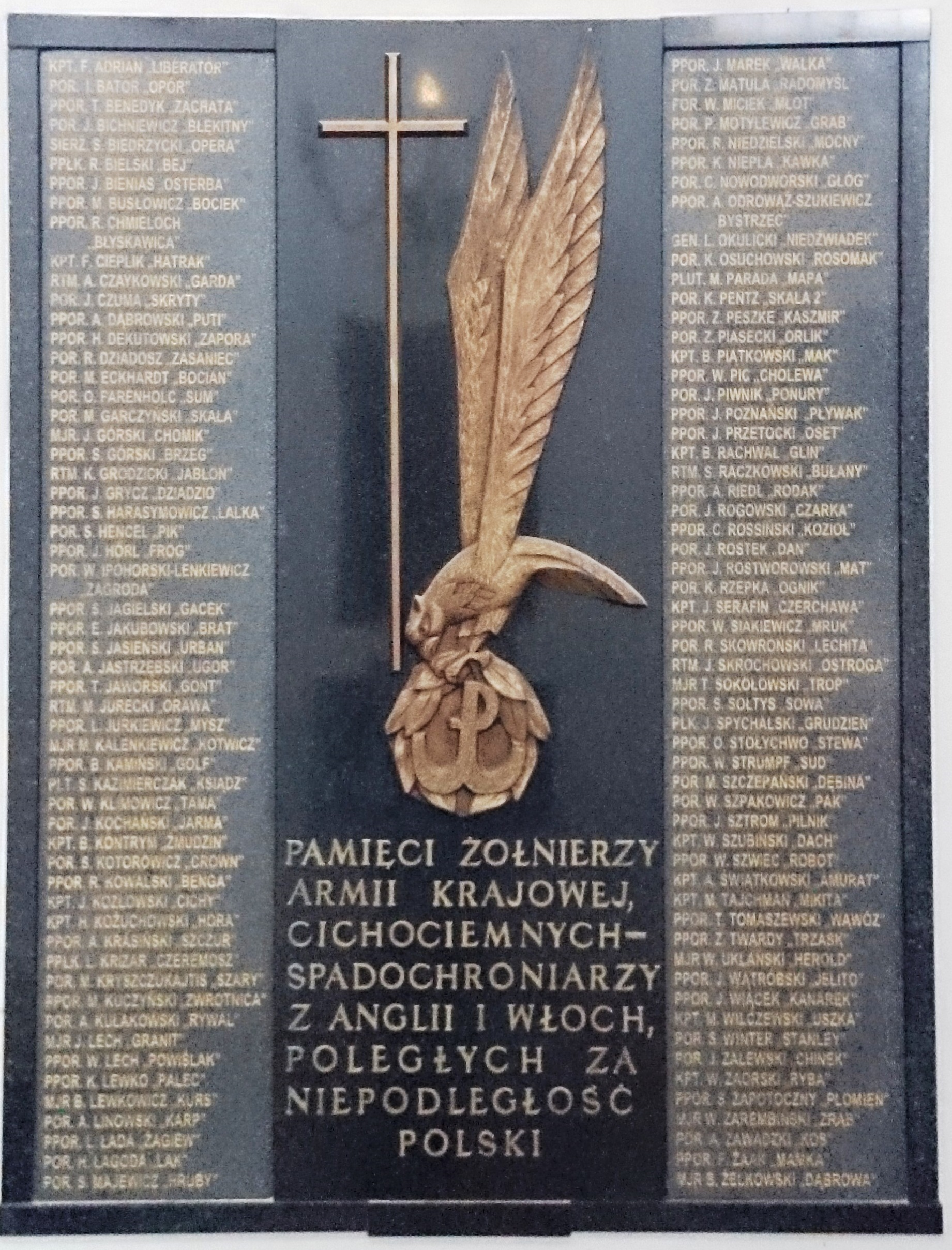
Tablica w kościele św. Jacka w Warszawie, upamiętniająca poległych cichociemnych, w tym Antoniego Jastrzębskiego

## Odznaczenia
- Krzyż Srebrny Orderu Virtuti Militari – pośmiertnie.

## Upamiętnienie
W lewej nawie kościoła św. Jacka przy ul. Freta w Warszawie odsłonięto w 1980 roku tablicę Pamięci żołnierzy Armii Krajowej, cichociemnych – spadochroniarzy z Anglii i Włoch, poległych za niepodległość Polski. Wśród wymienionych 110 poległych cichociemnych jest Antoni Jastrzębski.